# Yasuf
Yasuf, en arabe : رافات, est un village du gouvernorat de Salfit en Palestine. Il est situé à 37 kilomètres au sud-ouest de Naplouse, au nord de la Cisjordanie.
Selon le recensement du bureau central palestinien des statistiques, la localité compte une population de 2 093 habitants en 2017.